# Пенобскоти
Пенобскоти (на английски: Penobscot) е северноамериканско индианско племе, което през 17 век живее в района на залива Пенобскот и по река Пенобскот в Мейн. Пенобскотите са едно от най-многобройните племена и важен член на Конфедерацията абенаки, и заради това и заради езика, който говорят (диалект на източните абенаки) често са класифицирани като част от абенаките, а не като отделно племе.
Резервата Пенобскот в окръг Пенобскот (Мейн) е създаден през 1820 г. и е около 4400 акра. От 2300 членове на племето само 500 живеят в него. Племето още владее 55 000 акра земя на доверие в окръг Пенобскот и още 68 000 акра в Западен Мейн.

## Култура
Малко се знае за хората пенобскот преди европейския контакт. Известно е, че индианците заселили Мейн още преди около 11 000 години. Първите бели срещат пенобскотите в района на Пенобскот Бей. Тогава още те нямат постоянни села и водят полуномадски начин на живот. Зимата хората се разделят на малки ловни групички, а през лятото се събират заедно по крайбрежието и по по-големите реки, където строят големи села, за да ловят риба, да събират диви храни и морски дарове, и да отглеждат култури. Традиционната племенна организация се състои именно от свободното обединение на няколко такива летни села. Всяко село си има свой вожд, който е избиран според заслугите му. В едно такова село от квадратни и конични вигвами от клони и брезова кора, живеят множество семейства свързани по между си чрез клана по бащина линия. Традиционно племето е организирано в слаба конфедерация от няколко големи села разположени на Пенобскот Бей и нагоре по река Пенобскот като например селата Матауамкеаг, Пасадумкеаг, Отамон, Негас, Кендускеаг, Пентагует, Пенобскот, Масадакут и други.

## Име
Името пенобскоти идва от тяхната дума „панауапскеуи-скалистата част“, която се отнася за една част от река Пенобскот между Олд Таун и Бангор.

## История
Малко след първата им среща с европейски рибари през 16 век, в някои части на Европа се заговаря за митичния град Нурумбега на пенобскотите. Това именно привлича британските интереси към района. Тъй като първите британци малтретират индианците, пенобскотите предпочитат да търгуват с французите. Мащабната търговия с кожи от началото на 17 век значително променя традиционната им материална култура. Пенобскотите стават изцяло зависими от европейските стоки и оръжия. Селата им стават постоянни и някои групи започват да отглеждат царевица. Често са във война с британците, но тъй като се нуждаят от тях като търговски партньори, се въздържат от пълен съюз с французите до средата на 18 век, когато се присъединяват към Конфедерацията абенаки. По това време вече много източни абенаки напускат Мейн и се преместват в Квебек, тъй като голяма част от западен Мейн вече е в британски ръце.
През 1749 г. пенобскотите сключват мир с британците и това им дава възможност да останат в родината си. По време на Френската и индианска война (1755 – 1763) се опитват да останат неутрални, но британската награда за техни скалпове ги принуждава да отидат при французите.
По време на Войната за независимост взимат страната на американците. След войната повечето им земи преминават в ръцете на белите. През 1833 г. продават почти всичката си останала земя, с изключение на 5000 акра в Мейн. Ограничени до това малко пространство и рухналата традиционна икономика принуждава хората да станат фермери и сезонни работници, за да се изхранват. Федералното им признаване през 1980 г. им донася някои облекчения като множество нови проекти и подобрения в инфраструктурата и стандарта на живот. Федералните плащания за отнетата земя се използват за изкупуването обратно на племенните земи.